# Negrais
Negrais és un cap de Birmània al districte de Pathein (abans districte de Bassein) a 16° 01′ 30″ N, 94° 13′ 00″ E / 16.02500°N,94.21667°E. És el promontori del sud-oest de la costa del districte. L'extrem sud de la costa és anomenat Thaygin (Pagoda Point) i queda al sud-sud-est de cap Negrais del que dista uns 10 km. Prop de Pagoda Point hi ha una roca amb una petita pagoda; penya-segats de pedra roja s'allarguen des d'aquest punt fins al cap Negrais.
L'octubre de 1759, els ocupants d'una factoria de la Companyia Britànica de les Índies Orientals establerts al cap foren massacrats per birmans; la responsabilitat del rei Alaungpaya fou subjecte de debat.